# Дагомея
Дагомея (фр. Dahomey) — африканське державне утворення, що існувало протягом 280 років на узбережжі Західної Африки.

## Розташування
Королівство Дагомея в XIX столітті межувало на сході з землями йоруба, а на заході сягало Вольти, тобто простягалося в цьому напрямку на більш ніж 300 км. Від узбережжя на північ його території простягалися близько 150 км, приблизно до північного кордону сучасного бенінського департаменту Коллінес. Столицею і центром королівства було розташоване на території Беніну місто Абомей.

## Історія

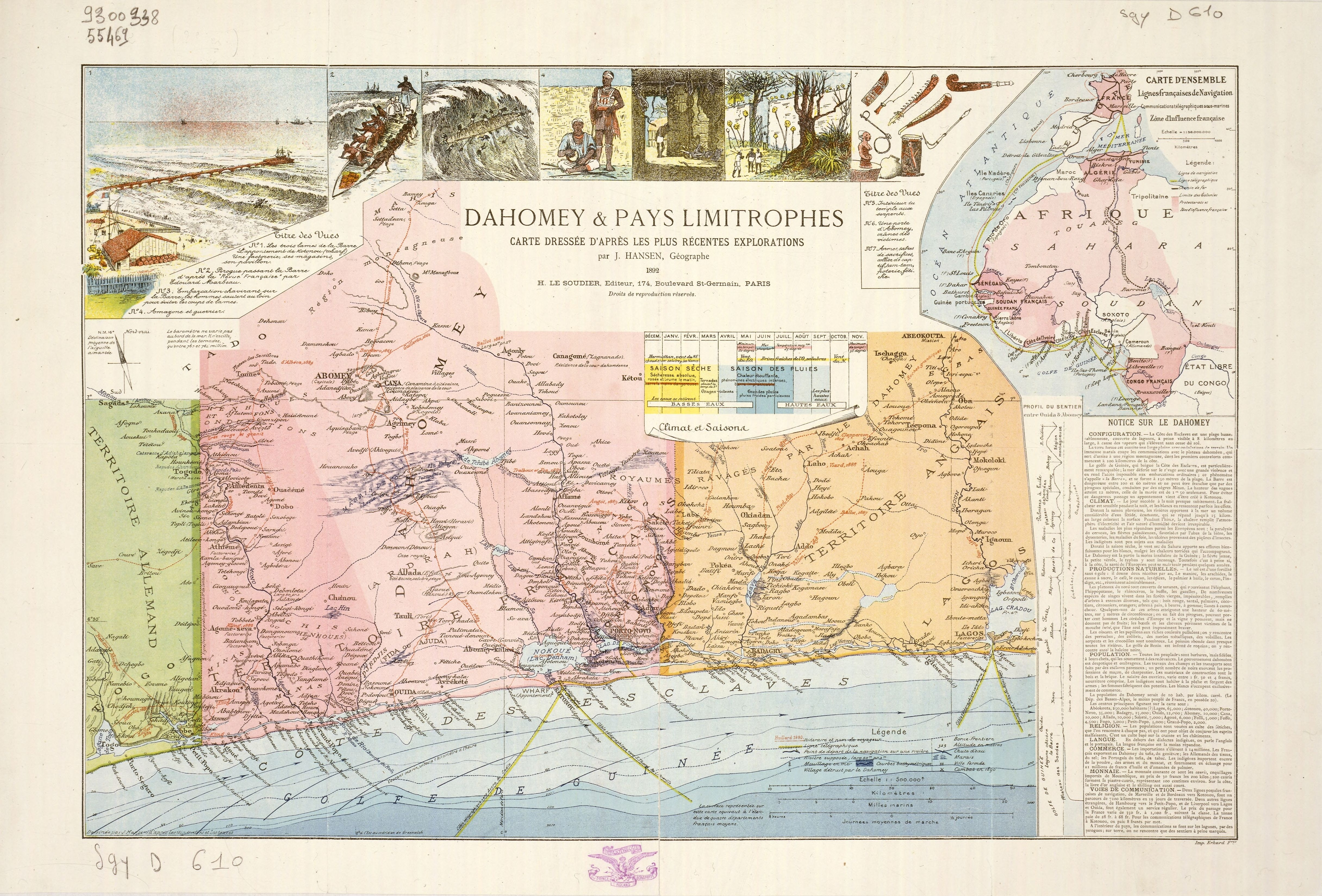
Французька карта 1892 року

Дагомея була заснована в XVII столітті і проіснувала до XIX століття, коли була завойована французькими солдатами з Сенегала і приєднана до Французької Західної Африки.
Витоки Дагомеї простежуються до племені аджа з прибережного королівства Аллада, які переселилися на північ і осіли серед народу фон. Починаючи з 1650 року прибульці стали панувати над фон і сусіднім народом уегбаджа і проголосили одного з своїх представників королем. Столиця Абомей стала центром централізованої держави з глибоко вкоріненим і священним культом короля. При цьому предкам королівського роду приносилися людські жертви. Все в країні належало безпосередньо королю, який стягував податок на всю сільськогосподарську продукцію.
Однак найбільше економіка Дагомеї вигравала від работоргівлі на узбережжі. Продаючи європейцям рабів для Америки, королі Дагомеї закуповували рушниці та іншу вогнепальну зброю, за допомогою якої вони проводили політику експансії. В епоху правління короля Агаджі з 1708 по 1732 рр. Дагомея зуміла завоювати Алладу, з якої походила її правляча еліта, отримавши прямий доступ до узбережжя. Однак сусідня держава Ойо, яка була головним конкурентом у торгівлі рабами, так і не була завойована, і сама зуміла нав'язати Дагомеї сплачувати їй данину. Попри це, Дагомея зберегла незалежність і продовжувала розширювати свої володіння завдяки торгівлі рабами, а пізніше і торгівлі пальмовою олією з плантацій. Король і далі володів монополією на всю країну і всю торгівлю.
Остаточно Дагомея була завойована в 1894 році французькими військами, переважно африканського походження.
В 1904 році була створена колонія Французька Дагомея (у складі Французької Західної Африки), територія якої частково перетиналася з територією історичної Дагомеї. У 1960 вона здобула незалежність як Республіка Дагомея. У 1975 Республіка Дагомея була перейменована в Бенін.

## Культура
Королівські палаци Абомея в 1985 році були включені в список всесвітньої спадщини ЮНЕСКО.